# Kára McCullough
Kára Deidra McCullough (Nápoles, Italia, 9 de septiembre de 1991) es modelo, científica y reina de belleza estadounidense, y ganadora del título Miss USA 2017 y representante de dicho país en el Miss Universo 2017.

## Biografía
Kara nació en Nápoles, Italia en medio de un viaje de su padre que servía en el Cuerpo de Marines de los Estados Unidos, por lo que ha viajado y vivido en varios lugares del mundo a lo largo de su vida, entre ellos Sicilia, Japón, Corea del Sur y Hawái. Posteriormente se graduó de licenciatura en Ciencias en la Universidad del Estado de Carolina del Sur, durante sus estudios universitarios, formó parte de la Sociedad Estadounidense de Química, la  Sociedad de Física de la Salud y la Sociedad Nuclear Estadounidense. A lo largo de su carrera ha sido incluida por sus logros académicos en Golden Key Honor Society Internacional y en National Society of Black Engineers.

## Concursos de belleza

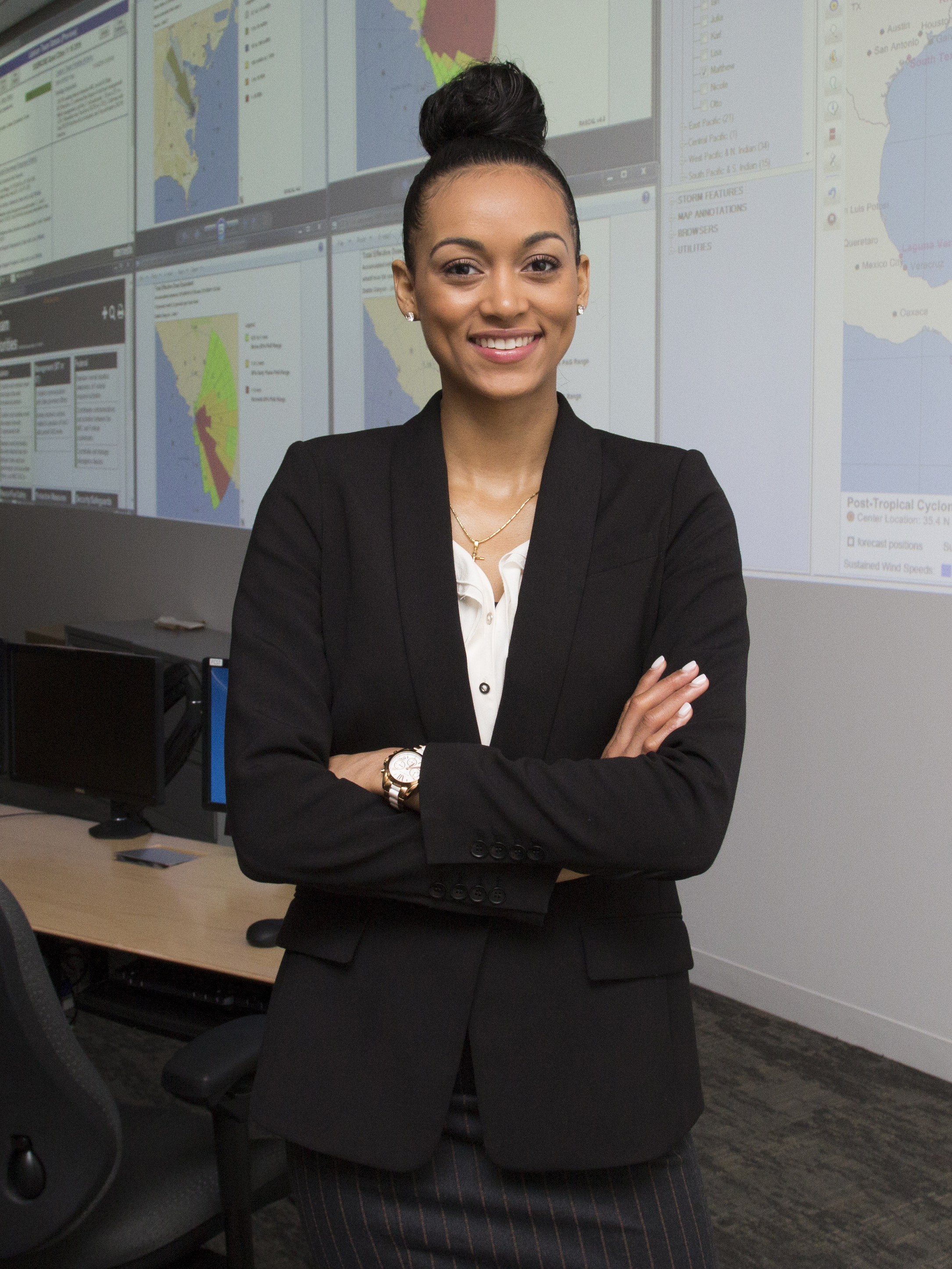
Kára McCullough en 2017.

### Miss USA
McCullough concursó previamente en el certamen estatal, posicionándose como primera finalista en dos ocasiones, es decir en 2015 y 2016. En 2017 se coronó como Miss Distrito de Columbia, por lo que le dio el derecho a representar a dicho distrito en la sexagésima sexta (66a) edición del certamen Miss USA llevada a cabo en Las Vegas el 14 de mayo de 2017, al final de la velada ganó el título y fue coronada como Miss USA 2017 de manos de su antecesora Deshauna Barber, también de Distrito de Columbia, siendo la primera vez en la historia del certamen que ese distrito gana el título en dos años consecutivos, además de ser la cuarta vez en que Distrito de Columbia gana el título. Kara fue alabada durante todo el certamen por llevar su cabello en forma natural.

### Miss Universo 2017
Al ser la ganadora McCullough tuvo el derecho de representar a Estados Unidos en la edición de Miss Universo que se llevó a cabo el 26 de noviembre de 2017 en Las Vegas, Nevada, USA en donde compitió con 91 delegadas por el título, al final quedó de semifinalista en el top 10. 
| Predecesor: Deshauna Barber   | Miss Distrito de Columbia USA 2017 | Sucesor: Bryce Armstrong      |
| Predecesor: - Deshauna Barber | Miss USA 2017                      | Sucesor: - Sarah Rose Summers |